# Петросян, Гор Араратович
Гор Араратович Петросян (род. 17 июля 1997, Красноярск, Россия) — российский регбист, мастер спорта России (2021), полузащитник схватки команды «Красный Яр».

## Биография
Учился в школе 121 город Красноярск.
Закончил Университет МФЮА по направления Таможенное дело. 

### Клубная карьера
Регби начал заниматься в 7 лет. Первые годы все проходили в игровой форме возврате 14 лет решил что свяжет жизнь с регби , так и получилось детские интересы и амбиции дали о себе знать. Первые тренеры — Николай Иванович Киселёв и Анатолий Иванович Ивашкин. До 2016 года выступал за РК «Красный Яр» из Красноярска. В команду ВВА-Подмосковье перешёл в 2017 году. Бронзовый призёр Кубка России по регби-7 2019 года. Также занимался дзюдо.
Служба в Армии Российской Федерации в ЦСКА г.Балашиха 2020-2021   

### Карьера в сборной
С 2014 года по 2017 года играл в юниорской сборной России.
С 2018 года вошёл в состав сборной команды России по регби-7.

## Достижения

### Клубные
Чемпионат России (регби-15)
- Чемпион: 2015
- Бронзовый призёр: 2018, 2022

Кубок России (регби-15)
- Обладатель: 2015
- Финалист: 2021[2], 2022

Чемпионат России (регби-7)
- Чемпион: 2020/2021
- Серебряный призёр: 2019, 2021/2022

Кубок России (регби-7)
- Обладатель: 2020
- Бронзовый призёр: 2019

### В сборной
Чемпионат Европы (до 20)
- Бронзовый призёр: 2017[3]